# Arthur Byne
Arthur Byne (Filadelfia, 1884-Ciudad Real, 1935) fue un tratante de arte estadounidense.

## Biografía
Nacido en Filadelfia en 1884, estuvo casado con Mildred Stapley (1875-1941). Ambos fueron miembros de la Hispanic Society de Nueva York. Tuvo un papel importante en el expolio de bienes artísticos españoles a comienzos del siglo XX, incluyendo castillos, como los restos del de Benavente, restos de monasterios y conventos y palacios, con destino a personajes como William Randolph Hearst, fenómeno que algún autor ha denominado «elginismo». Fue coautor, junto a su esposa, de obras como Spanish architecture of the sixteenth century (1917) o Decorated wooden ceilings in Spain (1920). Falleció en 1935, en un accidente de coche y está enterrado en el cementerio británico de Carabanchel.
Entregó a Hearst más de ochenta artesonados mudéjares. Gran relaciones públicas y de buen porte, Byne supo «camelar» y agradar a la alta sociedad española, y en 1925 se hizo con el monasterio cisterciense de Sacramenia, en Segovia, que entregó a su patrón para decorar su palacio californiano de San Simeón, aprovechando la corrupción de los generales de la dictadura de Primo de Rivera. Miguel Primo de Rivera llegó a condecorar a Byne.